# بليث دانر
بليث دانر (بالإنجليزية: Blythe Danner)‏ هي ممثلة أمريكية (من مواليد 3 فبراير 1943 ) في فيلادلفيا، بنسيلفانيا. بدأت مسيرتها الفنية عام 1965. من أبرز الأعمال التي شاركت فيها المحظوظ (فيلم).

## الحياة الشخصية
هي بليث كاثرين دينر ولدت بليث في 3 فبراير 1943 بفيلادلفيا بنسلفانيا الأمريكية ودرست التمثيل وحصلت على شهادتها من كلية بارد بداية مسيرتها الفنية كانت من المسرح من خلال التمثيل مع شركة بوسطن للمسرح وحصلت على جائزة المسرح العالمي عن (البخيل) بمركز لينكولن تزوجت من المنتج بروس بالترو وانجبت ابنته جوينيث وابنهما جالك فيما بعد وقفت الممثلة أمام النجم كين هاوارد في المسلسل التلفزيوني Adam's Rib سنة 1973 فاجأت بـــلـــيـــث ديـــنـــر عشاقها جميعاً عندما لعبت دور امرأة يهودية في الفيلم Brighton Beach Memoirs. وقد زاد ظهورها في النصف الثاني من التسعينات. أصبحت أول ممثلة تترشح لثلاث جوائز في مهرجان Emmy سنة 2005. الـــجـــوائـــز 1977: فازت بجائزة أفضل ممثلة عن دورها في الفيلم Futureworld. فازت بجائزة خاصة عن مجمل أفلامها في مسيرتها السينمائية.

## الأعمال
- قلعة هاول المتحركة (فيلم)
- المحظوظ (فيلم)

## روابط خارجية
- بليث دانر على موقع IMDb (الإنجليزية)
- بليث دانر على موقع الموسوعة البريطانية (الإنجليزية)
- بليث دانر على موقع قاعدة بيانات الأفلام العربية
- بليث دانر على موقع ألو سيني (الفرنسية)
- بليث دانر على موقع ميوزك برينز (الإنجليزية)
- بليث دانر على موقع تيرنر كلاسيك موفيز (الإنجليزية)
- بليث دانر على موقع أول موفي (الإنجليزية)
- بليث دانر على موقع قاعدة بيانات برودواي على الإنترنت (الإنجليزية)
- بليث دانر على موقع قاعدة بيانات الأفلام السويدية (السويدية)
- بليث دانر على موقع إن إن دي بي (الإنجليزية)